# Ryan Shaw
Ryan Christopher Shaw (Decatur, Georgia, 26 december 1980) is een soulzanger uit Georgia, Verenigde Staten.
Ryan Shaw werd in Nederland bekend in de laatste weken van 2009 met zijn nummer It Gets Better, een opzwepend nummer dat veelvuldig werd gedraaid tijdens Serious Request 2009 en daar als anthem als beste uit de bus kwam.
In 2007 bracht hij in de VS zijn debuut-cd This is Ryan Shaw uit, wat daar op 22 eindigde in de Billboard Heatseekers-lijst.

## Biografie
Shaw begon op driejarige leeftijd met zingen bij een Pinksterkoor en werd in een diepgelovig gezin opgevoed. Shaw ging na de lagere school naar Georgia State University waar hij op gegeven moment een rol in een gospelmusical bemachtigde. In 1998 verliet hij de universiteit om deel te nemen aan de musical I Know I've Been Changed. Nadat de musical-tour was afgelopen begon Shaw met het zingen van Motown-nummers in het district van New York, in 2004 sloot hij zich aan bij de Faboulus Soul Shakers. Hij nam in 2006 een demo op, won de Ear van Columbia Records Award en tekende een contract bij het New Yorkse platenlabel Razor & Tie. Zijn eerste cd This is Ryan Shaw, uitgebracht in 2007, bevatte eigen werk, maar ook nummers van Wilson Pickett, Bobby Womack en Jackie Wilson. Shaws eerste kennismaking met Nederland was in juli 2008, toen hij zijn single Do the 45 kwam promoten. Hij was toen te gast in het radioprogramma Evers staat op.
Op 5 maart 2010 bracht Shaw een bezoek aan het ochtendprogramma van Giel Beelen, waar hij twee nummers ten gehore bracht. Daar werd bekendgemaakt dat zijn minder lopende Amerikaanse album bij een Nederlands label wordt uitgebracht onder de titel It Gets Better. Later op de dag bracht Shaw ook een bezoek aan het 3FM-programma Ekstra weekend. Hij speelt in 2016 op Broadway in Motown The Musical de rol van Stevie Wonder.

## Discografie

### Albums
| Album met eventuele hitnotering(en) in de Nederlandse Album Top 100 | Datum van verschijnen | Datum van binnenkomst | Hoogste positie | Aantal weken | Opmerkingen |
| ------------------------------------------------------------------- | --------------------- | --------------------- | --------------- | ------------ | ----------- |
| This is Ryan Shaw                                                   | 2008                  | 19-07-2008            | 34              | 2            |             |
| It gets better                                                      | 05-03-2010            | 13-03-2010            | 33              | 10           |             |
| Real love                                                           | 01-06-2012            | -                     | -               | -            |             |

### Singles
| Single met eventuele hitnotering(en) in de Nederlandse Top 40 | Datum van verschijnen | Datum van binnenkomst | Hoogste positie | Aantal weken | Opmerkingen              |
| ------------------------------------------------------------- | --------------------- | --------------------- | --------------- | ------------ | ------------------------ |
| Do the 45                                                     | 2008                  | 21-06-2008            | tip2            | -            | #80 in de Single Top 100 |
| It gets better                                                | 2009                  | 02-01-2010            | tip6            | -            | #2 in de Single Top 100  |